# Detlef Muckel
Detlef Muckel (* 1. August 1970 in Bochum) ist ein deutscher Regisseur und Kameramann.

## Leben und Arbeit
Muckel ist ausgebildeter Fotograf und war in der Werbebranche tätig. 2000 gründete er seine eigene Filmproduktionsfirma Newfilm in Rheine, in der er parallel zu seinen kommerziellen Werbefilmen, politische Dokumentarfilme produziert.

## Werk
Muckel schuf die Kurzdokumentationen Schwarze Lügen und Leben und Sterben 45.
Muckels Dokumentarspielfilm Amok erschien 2008 deutschlandweit in den Kinos. Der Film, der sich mit dem Thema Amokläufe an Schulen beschäftigt, wurde 2015 mit dem Ginkgo-Ehren-Award ausgezeichnet. 2010 folgte der Kurzfilm Rosa und Marie, ein Drama über die Freundschaft zweier Mädchen zur Zeit des Nationalsozialismus. Sieben Jahre später erschien sein Film Unter uns die Stille – Rheine 78, der die verheerende Explosion eines Blindgängers in der Innenstadt von Rheine im Jahr 1978 thematisiert. 2019 drehte Muckel den Pilotfilm der Serie Der letzte Krieg.

### Münsterlandmorde
Seit 2019 arbeitete Muckel unter dem Werkstitel Akte Münsterlandmörder an einer Kinodokumentation über einen nie gefassten Serienmörder, der für eine Reihe ungeklärter Morde an jungen Frauen
in den 1970er Jahren im Großraum Münster und Münsterland verantwortlich gemacht wird. Die Münsterlandmorde (auch als Anhalterinnenmorde bekannt) begannen 1971 mit dem Mord an der schwangeren Prostituierten Edeltraud van Boxel und setzten sich 1972 mit dem Partygirl Barbara Storm, 1973 der Schülerin Marlies Hemmers und 1974 der Studentin Erika Kunze weitere drei Jahre fort, um abrupt abzureißen. Alle Frauen wurden erwürgt und teilweise entkleidet, sexuelle Handlungen fanden aber nicht statt. Der Fall, der zu damaliger Zeit viel Medienrummel verursachte, bleibt bis heute rätselhaft.
Die Kinoveröffentlichung erfolgte November 2022.

## Preise und Auszeichnungen
- 2005 – Ginkgo-Ehren-Award für Amok

## Filmografie
als Regisseur
- 2008: Amok
- 2010: Rosa und Marie
- 2017: Unter uns die Stille – Rheine 78
- 2022: Akte Münsterlandmörder